# Uillian Correia
Uillian Correia Granemann (Fátima do Sul, 27 de setembro de 1989) é um futebolista brasileiro que atua como volante. Atualmente joga no Oeste.

## Carreira
Revelado pelo Atlético Paranaense, Uillian Correia passou por Rio Branco, do Paraná, Cuiabá, Santa Cruz e Pelotas, do Rio Grande do Sul, antes de se transferir para o futebol português. Lá, atuou no Paços de Ferreira e no Feirense.

### Sampaio Corrêa
De volta ao Brasil, em 2013, foi jogar no Sampaio Corrêa e conquistou o Campeonato Maranhense de 2014.

### Ceará
Com o fim do vínculo com o time de São Luís, foi contratado pelo Ceará no início desta temporada. Pelo time alvinegro, o volante se sagrou campeão da Copa do Nordeste de 2015.

### Cruzeiro
Em 31 de agosto foi contratado pelo Cruzeiro, com a Raposa pagando 1,5 milhões de reais ao Ceará. Uillian assinou com o clube mineiro por quatro anos.

### Santa Cruz
No dia 15 de março de 2016, foi emprestado para o Santa Cruz, onde sagrou-se campeão pernambucano e da Copa do Nordeste, sendo destaque em ambos os títulos.

### Vitória
Em dezembro de 2016, foi confirmado o empréstimo de Uillian Correia para o Vitória.
Após o fim do contrato com o Cruzeiro, o jogador assinou por dois anos com o rubro-negro baiano.

### Coritiba
Foi emprestado ao Coritiba até dezembro de 2019, quando acabaria seu contrato com o Vitória.

## Estatísticas
Atualizadas até 28 de fevereiro de 2021

### Clubes
| Equipe            | Temporada         | Campeonato nacional | Campeonato nacional | Campeonato nacional | Copa nacional[a] | Copa nacional[a] | Copa nacional[a] | Competições continentais[b] | Competições continentais[b] | Competições continentais[b] | Outros torneios[c] | Outros torneios[c] | Outros torneios[c] | Total | Total | Total   |
| Equipe            | Temporada         | Jogos               | Gols                | Assist.             | Jogos            | Gols             | Assist.          | Jogos                       | Gols                        | Assist.                     | Jogos              | Gols               | Assist.            | Jogos | Gols  | Assist. |
| ----------------- | ----------------- | ------------------- | ------------------- | ------------------- | ---------------- | ---------------- | ---------------- | --------------------------- | --------------------------- | --------------------------- | ------------------ | ------------------ | ------------------ | ----- | ----- | ------- |
| Cuiabá            | 2010              | —                   | —                   | —                   | —                | —                | —                | —                           | —                           | —                           | 0                  | 0                  | 0                  | 0     | 0     | 0       |
| Cuiabá            | Total             | 0                   | 0                   | 0                   | 0                | 0                | 0                | 0                           | 0                           | 0                           | 0                  | 0                  | 0                  | 0     | 0     | 0       |
| Cuiabá            | 2021              | —                   | —                   | —                   | 1                | 0                | 0                | —                           | —                           | —                           | 1                  | 0                  | 0                  | 2     | 0     | 0       |
| Cuiabá            | Total             | 0                   | 0                   | 0                   | 1                | 0                | 0                | 0                           | 0                           | 0                           | 1                  | 0                  | 0                  | 2     | 0     | 0       |
| Total na carreira | Total na carreira | 0                   | 0                   | 0                   | 1                | 0                | 0                | 0                           | 0                           | 0                           | 1                  | 0                  | 0                  | 2     | 0     | 0       |

- a. ^ Jogos da Copa do Brasil
- b. ^ Jogos da Copa Sul-Americana
- c. ^ Jogos da Copa FMF e Campeonato Mato-Grossense

## Títulos
Cuiabá
- Copa FMF: 2010

Sampaio Corrêa
- Campeonato Maranhense: 2014

Ceará
- Copa do Nordeste: 2015 [6] [2]

Santa Cruz
- Campeonato Pernambucano: 2016
- Copa do Nordeste: 2016

Vitória
- Campeonato Baiano: 2017

Red Bull Brasil
- Campeonato Paulista do Interior: 2019

Red Bull Bragantino
- Campeonato Brasileiro - Série B: 2019
- Campeonato Paulista do Interior: 2020

## Prêmios individuais
| Ano  | Premiação               | Prêmio                  | Time       | Resultado | Ref.  |
| ---- | ----------------------- | ----------------------- | ---------- | --------- | ----- |
| 2015 | Troféu Verdes Mares     | Melhor volante esquerdo | Ceará      | Venceu    | [ 7 ] |
| 2016 | Copa do Nordeste        | Melhor volante          | Santa Cruz | Venceu    | [ 8 ] |
| 2016 | Campeonato Pernambucano | Melhor volante          | Santa Cruz | Venceu    | [ 9 ] |